# Западный Эннеди
Западный Эннеди (фр. Ennedi Ouest, араб. إنيدي الغربية‎) — один из 23 регионов Чада. Создан 4 сентября 2012 года в ходе административной реформы Чада, в результате которой был разделён более крупный регион Эннеди. Административный центр — город Фада.

## География
Регион расположен на северо-востоке страны, граничит c регионами Борку на западе, Вади-Фера на юге и Восточный Эннеди на востоке, с ливийским муниципалитетом Эль-Куфра на севере.

## Структурные подразделения
В состав региона входят 2 департамента:
- Мурча[фр.], состоящий из 2 подпрефектур:
  - Калаит;
  - Торбул.
- Фада[фр.], состоящий из 5 подпрефектур:
  - Гуро;
  - Нохи;
  - Теби;
  - Унианга
  - Фада.

## Населённые пункты
- Мадади
- Унианга-Кебир
- Унианга-Серир